# Nino Bertasio
Nino Bertasio (Zurigo, 30 luglio 1988) è un golfista italiano.
È membro del Gardagolf Country Club.

## Dilettanti
Nel 2008 ha vinto il Campionato Italiano Amatori, che gli ha dato un invito per gli European Masters di Crans.
Nel 2009 ha stabilito un record di pista con 64 durante l'ELTK nel Golf Club Conwy. Ha vinto la fase 1 della Scuola Tour al Circolo Golf Bogogno ed era quarto in fase 2.
Nel 2010 ha giocato la Coppa delle Nazioni Europee a Sotogrande. La squadra inglese composta da Tommy Fleetwood, Matt Haines, Tom Lewis e Chris Paisley, ha vinto per la quinta volta. L'Italia ha chiuso al secondo posto. Bertasio ha vinto individualmente, Tommy Fleetwood era 2º (anche hole-in-one) e Robin era 7.
Ha anche giocato sul Challenge Tour Open toscano, che è stato vinto da Floris de Vries, e lui era il migliore dilettante.

## Professionisti
Nei primi mesi del 2011, a 22 anni, Bertasio diventa professionista e nel mese di febbraio vince l'Open Cimar Samanah a Marrakech, Marocco, con un punteggio di 209 .
Nel 2016 si piazza all' undicesimo posto durante l'Open di Spagna sullo European Tour. Partecipa alle olimpiadi di Rio 2016 per la nazionale italiana in cui si piazza al trentesimo posto.